# Salim Stoudamire
Pour les articles homonymes, voir Stoudamire.
Salim Stoudamire, né le 11 octobre 1982 à Portland, dans l'Oregon, est un joueur américain de basket-ball. Il évolue au poste de meneur. Il est le cousin de l'ancien basketteur Damon Stoudamire.